# Córrego Continental
O Córrego Continental é um pequeno curso d'água que nasce na Vila Yara em Osasco e deságua no Rio Tietê. A maior parte atravessa o casario do Parque Continental, separando a parte osasquense da parte paulistana. Como todos os córregos de Osasco sofre com a poluição de suas águas. Pode ser localizado facilmente por estar posicionado no meio da Avenida Osasco e por ser, no seu primeiro trecho, divisor do município de Osasco com o município da capital.